# San José la Trasquila
San José la Trasquila är en ort i Mexiko.   Den ligger i kommunen Zinapécuaro och delstaten Michoacán de Ocampo, i den södra delen av landet, 180 km väster om huvudstaden Mexico City. San José la Trasquila ligger 1 951 meter över havet och antalet invånare är 126.
Terrängen runt San José la Trasquila är kuperad söderut, men norrut är den platt. Runt San José la Trasquila är det ganska tätbefolkat, med 93 invånare per kvadratkilometer. Närmaste större samhälle är Acámbaro, 16,5 km norr om San José la Trasquila. I omgivningarna runt San José la Trasquila växer huvudsakligen savannskog.